# Programme ISEE

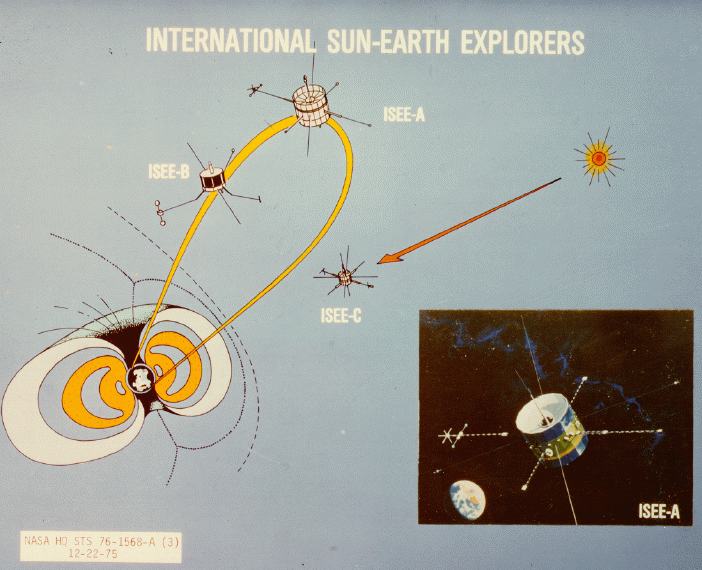
Orbites des trois satellites du programme ISEE et magnétosphère terrestre.

Le programme ISEE (acronyme de International Sun-Earth Explorer, en français « Explorateur international Soleil-Terre ») est une série de trois satellites scientifiques, construits par l'ESA et la NASA et lancés en 1977/1978 pour étudier les interactions entre le vent solaire et la magnétosphère terrestre. ISEE 1 et 2, en circulant sur une orbite commune à très faible distance l'un de l'autre, inaugurent une nouvelle technique d'étude de la magnétosphère permettant de lever l’ambiguïté entre variation spatiale et temporelle des phénomènes observés aux limites de cette région de l'espace. ISEE-3 est le premier satellite placé en orbite autour du point de Lagrange L1. Rebaptisé ICE il survole la comète de Giacobini-Zinner en 1985 puis la comète de Halley en 1986.

## Contexte
Depuis la découverte de la magnétosphère terrestre par le satellite Explorer 12, les scientifiques envisageaient l'envoi simultané de deux satellites ou plus pour son étude. En effet, les caractéristiques de la magnétosphère se modifient en permanence et avec un seul satellite il est difficile de déterminer si les changements observés par le satellite résultent de variations réelles des conditions locales ou sont seulement liés au déplacement de l'engin dans l'espace. Par contre, si un groupe de satellites se déplace sur la même trajectoire en restant relativement proches, on peut lever cette ambiguïté entre variation spatiale et temporelle. En datant le phénomène observé par chacun de ces satellites, on peut par ailleurs établir la vitesse et la direction du phénomène affectant la magnétosphère. Dans l'idéal il faut disposer au minimum de 3 satellites pour étudier le phénomène dans les 3 dimensions. En pratique, pour des raisons financières, on est obligé de se limiter à 2 satellites mais comme la trajectoire des satellites est généralement perpendiculaire aux limites mouvantes de la magnétosphère, ce nombre est généralement suffisant.
Le programme ISEE est un projet développé conjointement par l'Agence spatiale européenne (ESA) et la NASA. À l'origine, à la fin des années 1960, les deux agences étudient chacune de leur côté des missions d'exploration de la magnétosphère avec des satellites placés sur des orbites hautes très elliptiques. Pour la NASA, l'objectif est de poursuivre la collecte de données entreprise par la série des satellites IMP du programme Explorer (IMP 1 à IMP-8). En 1971, les deux agences se rendent compte qu'elles ont tout intérêt à combiner leurs deux projets : la NASA se charge de développer le satellite mère inspiré de l'étude IMP K-K' (qui devait être le nouveau représentant de la série des IMP) tandis que l'ESA s'appuie sur l'étude HEMS pour développer le satellite fille. S'étant rendu compte qu'à la date de lancement de la mission il n'y aurait plus de satellite placé sur une orbite héliocentrique pour mesurer les conditions interplanétaires (principalement le vent solaire), la NASA décide alors de construire à cet usage dans le cadre du projet un troisième satellite également basé sur la conception des IMP. Le programme reçoit différents noms, le plus utilisé étant International Magnetospheric Explorer (IME). Finalement, en 1974, le programme est baptisé officiellement International Sun-Earth Explorer (ISEE). La paire de satellites est baptisée ISEE A (vaisseau mère) et ISEE B (vaisseau fille) tandis que le satellite placé en orbite héliocentrique est désigné ISEE C. Conformément aux normes de l'époque, les satellites sont renommés après leur lancement respectivement ISEE 1, 2 et 3. ISEE 1 et 3 constituent la contribution principale de la NASA au programme international International Magnetospheric Study (en) de 1970 consacré à l'étude du plasma dans l'environnement spatial terrestre.

## Objectifs scientifiques
Les trois satellites ISEE ont pour objectif d'étudier les caractéristiques dynamiques de la magnétosphère terrestre et du vent solaire dans la région située à proximité de cette région de l'espace : il s'agit d'analyser les interactions entre le milieu interplanétaire et l'environnement immédiat de la Terre, la surface de choc de la magnétosphère et la magnétogaine pour pouvoir modéliser ces interactions. Les objectifs plus détaillés sont les suivants :
- étudier les relations entre le Soleil et la Terre aux limites externes de la magnétosphère ;
- examiner la structure détaillée du vent solaire près de la Terre et l'onde de choc qui se forme au niveau de l'interface entre le vent solaire et la magnétosphère terrestre ;
- étudier les mouvements et les mécanismes à l'œuvre dans les couches de plasma ;
- poursuivre l'étude des rayons cosmiques et des éruptions solaires dans l'espace interplanétaire situé à 1 Unité Astronomique du Soleil.

## ISEE-1 et ISEE-2

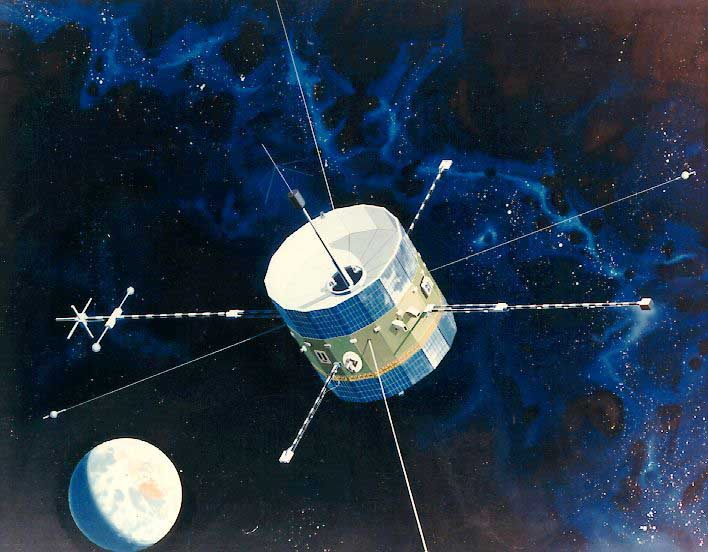
ISEE 1.

ISEE-1 et ISEE-2 sont placés en orbite le 22 octobre 1977 par une fusée Delta 2914 tirée depuis la base de lancement de Cape Canaveral. Ils sont placés sur une orbite haute très elliptique dont l'apogée se situe à 23 rayons terrestres (137 806 km) et le périgée à 6 600 km avec une inclinaison de 28,76°. L'axe des satellites en rotation est maintenu en permanence perpendiculaire au plan de l’écliptique avec une déviation n'excédant pas 1°. Cette orbite permet aux deux satellites de traverser la magnétosphère puis la magnétogaine et enfin le milieu interplanétaire. Les deux satellites fonctionnent en tandem ; ils se suivent en étant séparés par une distance variable comprise entre 50  et   5 000 km qui est ajustée par les opérateurs au sol en fonction des besoins grâce au recours à la propulsion d'ISEE 2. Cette technique permet de lever toute ambiguïté sur l'origine des variations observées par les instruments scientifiques embarqués. Au fil de la mission, ISEE 1 perd 1 instrument et 4 ne fonctionnent plus que de manière partielle. Après 1 518 orbites autour de la Terre, les deux satellites sont détruits durant leur rentrée atmosphérique le 26 septembre 1987,.

### Caractéristiques techniques
ISEE 1 est construit par la NASA tandis qu'ISEE 2 est fourni par l'Agence spatiale européenne : 
- ISEE 1 (également appelé ISEE-A ou Explorer 56) comme ISEE 3 est basé sur le satellite IMP. Il s'agit d'un satellite cylindrique stabilisé par rotation d'une masse totale de 340 kg. Les cellules solaires qui couvrent son corps fournissent 175 watts ;
- ISEE 2 est le vaisseau fille de ISEE 1. Il s'agit également d'un satellite stabilisé par rotation, de forme cylindrique. Au lancement, sa masse est de 166 kg dont 27,7 kg d'instruments scientifiques. Il utilise 6 propulseurs à gaz froid qui disposent de 10,7 kg de fréon-14. Les cellules solaires fournissent plus de 100 watts (65 watts au bout de 10 ans). Le responsable industriel est le constructeur aérospatial allemand Dornier. La transmission des données est réalisée avec un débit maximal de 8 192 bits par seconde.

### Instruments scientifiques
ISEE 1 et 2 emportent des instruments scientifiques permettant de mesurer des champs électriques et magnétiques, du plasma, des ondes et des particules énergétiques. La moitié des instruments embarqués sont communs aux deux satellites pour permettre d'effectuer des opérations en tandem et déterminer si les variations mesurées sont liées au déplacement ou à des fluctuations temporelles :
- ANM/AND (Electrons & Protons) ;
- LEPEDEA (Low-Energy Proton and Electron Differential Energy Analyzer) ;
- RUM/RUD (Fluxgate Magnetometer Experiment) magnétomètre fluxgate ;
- FPE (Fast Plasma Experiment) ;
- WIM/KED (Medium Energy Particles Experiment) ;
- GUM/GUD (Plasma Wave Investigation) ;
- HEM (VLF Wave Propagation Experiment) embarqué uniquement sur ISEE 1 ;
- EGD (Solar Wind Ion Experiment)   embarqué uniquement sur ISEE 2 ;
- HPM (DC Electric Field Experiment) embarqué uniquement sur ISEE 1 ;
- HOM (Low Energy Cosmic Ray Experiment) embarqué uniquement sur ISEE 1 ;
- MOM (Quasi-Static Electric Field Experiment) embarqué uniquement sur ISEE 1 ;
- OGM (Fast Electron Spectrometer Experiment) embarqué uniquement sur ISEE 1 ;
- SHM (Ion Composition Experiment) embarqué uniquement sur ISEE 1.

## ISEE-3 ou ICE

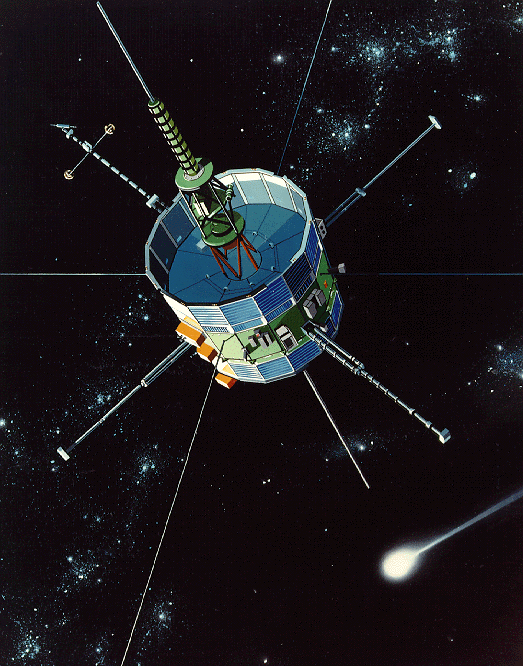
ISEE-3

### Étude de la magnétosphère (1978-1982)
ISEE-3 est lancé le 12 août 1978 afin d'étudier les interactions entre la magnétosphère terrestre et le vent solaire en amont de la magnétosphère terrestre. Ce satellite est le premier objet artificiel placé au point de Lagrange L1 sur l'axe Terre-Soleil, à environ 1,5 million de km de la Terre. Ce point où les forces gravitationnelles de la Terre et du Soleil s'équilibrent ne permet pas au satellite de s'y maintenir. Il circule sur une orbite de Halo autour de L1 grâce à des corrections périodiques effectuées à l'aide de sa propulsion.  

### Survol de comètes (1982-1986)
En 1982, une seconde mission est assignée à l'agence spatiale. Il s'agit d'étudier les interactions entre le vent solaire et l'atmosphère des comètes. Rebaptisé ICE (International Cometary Explorer), il quitte son orbite autour du point de Lagrange L1 le 10 juin 1982 et est placé sur une orbite héliocentrique qui lui fait survoler la queue de la comète de Giacobini-Zinner, le 11 septembre 1985, après avoir traversé la moitié du Système solaire. Il s'agissait du premier survol d'une comète par un engin spatial. Le satellite survole la queue de la comète de Halley en mai 1986.

### Étude du Soleil et du milieu interplanétaire (1991-1997)
En 1991, la mission de ICE est prolongée par la NASA. L'engin spatial doit étudier les éjections de masse coronale par le Soleil, le rayonnement cosmique et effectuer des observations coordonnées avec la sonde spatiale Ulysses. Le 5 mai 1997, la NASA met fin à la mission.

### Survol de la Terre en 2014
En août 2014, le satellite repasse au voisinage de la Terre. Pour la NASA, la mission est terminée bien que la sonde soit toujours opérationnelle et contienne encore du carburant. Le projet « ISEE-3 Reboot » est lancé par des ingénieurs et des scientifiques avec pour objectif de reprendre contact avec la sonde, l'insérer sur une orbite stable, et lui permettre de poursuivre sa mission. La NASA donne son accord et en mai 2014 l'équipe projet parvient à rétablir le contact avec la sonde spatiale et à activer son système de contrôle d'attitude puis de correction de trajectoire. Mais peu après le survol de la Lune, le contrôle de ICE est perdu,.

## Caractéristiques techniques
ISEE 3 est un satellite de forme cylindrique de 1,58 mètre de haut pour 1,77 m de diamètre. D'une masse de 479 kg au lancement, il emporte 89 kg d'hydrazine. Le satellite est stabilisé par rotation. ISEE 3 emporte 13 instruments fournis à la fois par des laboratoires américains et européens. Parmi ceux-ci figurent un magnétomètre, des instruments destinés à étudier le plasma, les champs électriques, le vent solaire, les rayons cosmiques et les particules énergétiques. 

### Sources
- (en) ISEE-1 et 2 sur le site EO Portal
- (en) ISEE-3 sur le site EO Portal
- (en) Paolo Ulivi et David M  Harland, Robotic Exploration of the Solar System Part 2 Hiatus and Renewal 1983-1996, Chichester, Springer Praxis, 2009, 535 p. (ISBN 978-0-387-78904-0)Description détaillée  des missions (contexte, objectifs, description technique, déroulement, résultats) des sondes spatiales lancées entre 1983 et 1996.